# تشارلز بيرين
تشارلز بيرين (بالفرنسية: Charles Jean Baptiste Perrin)‏ هو مجدف فرنسي، ولد في 6 يوليو 1875 في ليون في فرنسا، وتوفي بنفس المكان في 26 مارس 1954.

## وصلات خارجية
- تشارلز بيرين على موقع الاتحاد الدولي للتجديف (الإنجليزية)
- تشارلز بيرين على موقع اللجنة الأولمبية الدولية (الإنجليزية)
- تشارلز بيرين على موقع أوليمبيديا (الإنجليزية)